# 中华茯蕨
中华茯蕨（学名：Leptogramma sinica），为金星蕨科茯蕨属下的一个植物种。其种加词sinica，意为“中华的”。